# L'Apprenti amoureux
Pour plus de détails, voir Fiche technique et Distribution.
L'Apprenti amoureux ou Une rumeur d'amour (اشاعه حب, Ichaat houbb) est une comédie romantique égyptienne réalisée par Fatine Abdel Wahab et sortie en 1960.
Il s'agit d'une adaptation d'une pièce de théâtre américaine, The Whole Town Talking, mise en scène par Anita Loos et John Emerson pour la première fois en 1923. La pièce avait déjà été adaptée au cinéma dans un film muet américain homonyme réalisé par Edward Laemmle et sorti en 1926.

## Synopsis
Le film commence par la présentation d'un riche homme d'affaires, Abdel Kader El Nachachgy, et de sa famille excentrique - sa femme au franc-parler, Bahiga, ses deux neveux, Hussein et Mahrous, et sa belle fille, Samiha. Hussein, un humble écrivain devenu directeur dans l'entreprise de son oncle, est désespérément amoureux de Samiha qui à son tour s'est épris du baratineur multilingue, Luci. Comme elle est en âge de se marier, ses parents la poussent à le faire. Son père veut l'installer avec Hussein, qui est un galant homme avec un avenir prometteur. D'autre part, sa mère l'encourage à se fiancer avec Luci. La différence d'opinion conduit à une dispute qui incite le père de Samiha à concocter un plan dans lequel Hussein courtiserait Samiha.
Compliqué, alambiqué et complexe, le plan prévoit de provoquer la jalousie de Samiha en révélant les multiples relations de Hussein avec différentes femmes, le rendant ainsi désirable pour Samiha. Abdel Qader fabrique des lettres d'amour et invente de faux appels téléphoniques, avec l'aide de Mahrous, affirmant qu'ils proviennent de la vedette Hind Rostom. Effectivement jaloux, Samiha, Luci et leurs amis fouillent la chambre de Hussein pour trouver des preuves des aventures d'Hussein. Le père de Samiha, furieux, menace de chasser Hussein de la maison qu'ils partagent, déclarant que Hussein souille la réputation de la famille.
En raison de la nature bavarde des amis de Samiha, les habitants de Port-Saïd - la ville dans laquelle ils vivent - croient que Hussein est en fait en couple avec Hind Rostom. Les ennuis surgissent lorsque Hind Rostom visite la ville pour présenter un spectacle. Luci rencontre un de ses amis dans une boîte de nuit, qui s'avère plus tard être le fiancé trop jaloux de Hind Rostom, Adel. Découragé par les sentiments de Samiha pour Hussein, Luci décide d'exposer la relation de Hussein et Hind Rostom à Adel, qui devient furieux de la tromperie. Cela se traduit par un combat entre Hussein et Adel, qui culmine lorsque Hind Rostom y prend part, avec la ferme intention de donner une leçon à son fiancé. Avec l'aide d'un enfant interprète, Hind Rostom trompe Adel, Samiha et Bahiga en leur faisant croire qu'elle a eu un enfant avec Hussein. Samiha, le cœur brisé, met fin à sa relation avec Hussein et écoute les conseils de sa mère pour épouser Luci.
Samiha reçoit un appel téléphonique de Hind Rostom expliquant le stratagème ce qui réconcilie Samiha avec Hussein. Après quelques moments comiques, tous les secrets sont révélés, laissant finalement la relation de Samiha et Hussein avoir un heureux dénouement.

## Fiche technique
- Titre français : L'Apprenti amoureux ou Une rumeur d'amour[2]
- Titre original arabe : اشاعه حب[1] ; Ichaat houbb[2]
- Réalisateur : Fatine Abdel Wahab
- Scénario : Mohamed Abou Youssef, Ali El-Zorkani
- Photographie : Kamal Korayem
- Musique : Ahmad Fouad Hassan
- Production : Ismail Al Kordi, Gamal Al Leissi, Mahmoud Farid, Ihab Al Leissi, Hassan Abdel Galil
- Société de production : Dollar Film Company, Gamal Al Leissi Films, MISR
- Pays de production :  Égypte
- Langue de tournage : arabe
- Format : Noir et blanc - 1,33:1 - Son mono - 35 mm
- Durée : 120 minutes
- Genre : Comédie romantique
- Dates de sortie :
  - Égypte : 21 novembre 1960
  - France : 31 mai 1972[2]

## Distribution
- Omar Sharif : Hussein
- Souad Hosni : Samiha
- Youssef Wahbi : Abdel Kader El Nachachgy
- Abdel Moneim Ibrahim : Mahrous
- Ehsan Sherif : Bahiga
- Jamal Ramses : Luci
- Hind Rostom : Hind Rostom
- Adel Hekal : Adel